# Płetwonurek KDP/CMAS **** (P4)
Płetwonurek KDP/CMAS **** (P4) – najwyższy czterogwiazdkowy stopień płetwonurkowy federacji CMAS. Nadawany przez Komisję Działalności Podwodnej weryfikującą osiągnięcia i doświadczenia kandydata spełniającego określone wymagania.

## Wymagania
- ukończone 21 lat
- posiadanie stopnia Płetwonurka KDP/CMAS*** (P3) przynajmniej 2 lata
- od chwili uzyskania stopnia Płetwonurka KDP/CMAS*** (P3) wykonane przynajmniej 100 nurkowań w różnych warunkach geograficznych, klimatycznych i hydrologicznych
- orzeczenie lekarza o niestwierdzeniu przeciwwskazań zdrowotnych do uprawiania płetwonurkowania (wydane nie wcześniej niż 1 rok przed datą rozpoczęcia kursu) lub oświadczenie dotyczące stanu zdrowia
- posiadanie minimum 8 z poniższych specjalistycznych stopni:

1. Płetwonurek Nocny (PNO)
2. Płetwonurek Nawigator (PNA)
3. Płetwonurek Eksplorator (PE)
4. Płetwonurek Poszukiwacz-Wydobywca (PPW)
5. Płetwonurek w Skafandrze Suchym (PSS)
6. Płetwonurek Wrakowo-Morski (PWM)
7. Płetwonurek Podlodowy (PPL)
8. Płetwonurek w Masce Pełnotwarzowej (PMP)
9. Płetwonurek Fotograf (PF1/PF2)
10. Płetwonurek Filmowiec (PFT1/PFT2)
11. Płetwonurek Archeolog (PA1/PA2)
12. Płetwonurek Ekolog (PEK1/PEK2)
13. Płetwonurek ze Skuterem (PS1/PS2)
14. Płetwonurek w Konfiguracji Bocznej (PKB)
15. Płetwonurek Nitroksowy (PN1/PN2/PN2KB)
16. Płetwonurek Głębokiego Nurkowania Powietrznego (PGP/PN2KB)
17. Płetwonurek Trimiksowy (PT1/PT2/PT1KBS)
18. Płetwonurek z SCR (PR)
19. Płetwonurek Jaskiniowy (PJ1/PJ2/PJ3)
20. Płetwonurek w Zestawie Butlowym (PZB)
21. Przygotowanie mieszanin oddechowych (GB)
22. Patofizjologia Nurkowania i Pierwsza Pomoc (PP)

## Uzyskanie stopnia
- Kwalifikacje Płetwonurka KDP/CMAS****(P4) są nadawane na podstawie wniosku Komisji Kwalifikacyjnej KDP analizującej rejestr nurkowań i inne informacje zawarte w Książce Płetwonurka kandydata.

## Uprawnienia
- Organizowanie i nadzorowanie nieszkoleniowych imprez płetwonurkowych o dużym zasięgu lub wysokim stopniu trudności (duże obozy i wyprawy turystyczne, ekspedycje nurkowe realizujące programy poznawcze)
- Kierowanie zespołem płetwonurków KDP/CMAS*** (P3) zatrudnionych w centrum nurkowym lub turystycznej bazie nurkowej

Po nadaniu stopnia kandydat otrzymuje wpis do Książki Płetwonurka KDP/CMAS i międzynarodowy certyfikat Płetwonurka KDP/CMAS****(P4).